# Баширов, Рафаиль Завдатович
Рафаиль Завдатович Баширов (род. 1954) — Главный тренер Федерации города Кувандык Оренбургской области по борьбе самбо и дзюдо. Почётный гражданин города Кувандык.

## Биография
Рафаиль Завдатович — тренер-преподаватель по борьбе самбо и дзюдо высшей категории, является главным тренером Федерации города Кувандык и старшим тренером ДЮСШ по борьбе самбо и дзюдо.
Рафаиль Завдатович в 1983 году окончил Новосибирский техникум физкультуры и спорта, в 1989 году — Оренбургский государственный педагогический институт по специальности «Физическое воспитание».
С сентября 1993 года работает в детско-юношеской спортивной школе.
Рафаиль Завдатович является председателем федерации г. Кувандыка по борьбе самбо и дзюдо, член областной федерации по борьбе самбо.
Под его руководством был оборудован зал борьбы, оснащен тренажерный зал и восстановительный центр, открыто два филиала борьбы самбо в средних школах № 5 и гимназии № 1.
Баширов Рафаиль Завдатович является членом городской комиссии по делам несовершеннолетних, проводит профилактическую работу с трудными детьми и подростками, вовлекает их в занятия борьбой. Принимает активное участие в работе городской комиссии по подготовке допризывной молодежи к службе в рядах Российской Армии, организует проведение открытых первенств по борьбе самбо.
Его воспитанники показывают высокие результаты на всероссийских и международных соревнованиях:
- Кристина Бикбердина — лучшая самбистка Европы[4][5];
- Регина Арсланова — 2-е место на первенстве России по борьбе самбо, финалистка первенства России[6];
- Алия Биккужина — 2-е место на первенстве России по борьбе самбо, финалистка первенства России[6];
- Регина Куватова — мастер спорта России по борьбе самбо, бронзовый призёр этапа Кубка Мира (Владивосток) и чемпионата России по борьбе самбо[7][8].

В числе его учениц — Марина Бикбердина, Ксения Михайлова, Екатерина Михайлова.
За 20 лет работы тренером-преподавателем им подготовлено 12 Мастеров спорта по самбо и дзюдо, более ста кандидатов в мастера спорта и более ста пятидесяти спортсменов перворазрядников.
Занимал 1-е место в областном смотре-конкурсе среди тренеров-преподавателей в номинации «Мастерство», в 2008 году стал лауреатом стипендии Губернатора Оренбургской области. По итогам работы тренер-преподаватель Р. З. Баширов не раз входил в десятку лучших тренеров-преподавателей Оренбургской области.

## Награды и звания
- Нагрудный знак «Передовик физической культуры и спорта» (1994)
- Отличник народного просвещения РСФСР (1996)
- Отличник физической культуры и спорта (1998)
- Почётный гражданин города Кувандык (20.8.2007)[3]
- Заслуженный работник физической культуры Российской Федерации (2013)
- Грамоты министерства образования Оренбургской области, министерства молодёжной политики, спорта и туризма Оренбургской области, Министерства образования Российской Федерации
- Дипломы Министерства спорта, туризма и молодёжной политики РФ, Федерального агентства по образованию.